# Himeshima (Ōita)
Himeshima (姫島村) é uma vila localizada no distrito de Higashikunisaki, em Ōita, no Japão.

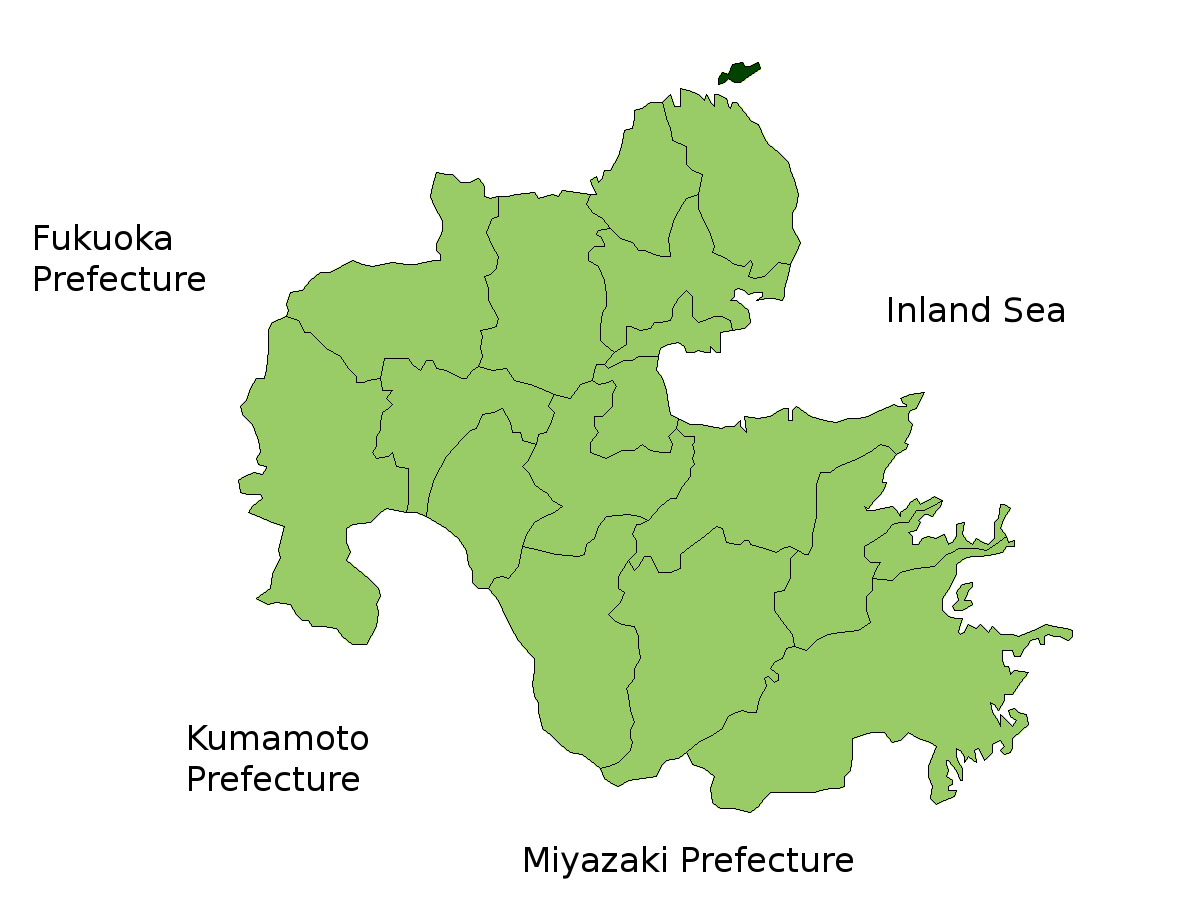

Em 2003, a vila tinha uma estimativa de 2.640 habitantes e a densidade de 385,40 habitantes/km². O total da área é de 6,85 km².